# Okres Bieszczady
Okres Bieszczady (polsky Powiat bieszczadzki) je okres v polském Podkarpatském vojvodství. Rozlohu má 1138,17 km² a v roce 2023 zde žilo 20 702 obyvatel. Sídlem správy okresu je město Ustrzyki Dolne.

## Gminy
Městsko-vesnická:
- Ustrzyki Dolne

Vesnické:
- Czarna
- Lutowiska

## Město
- Ustrzyki Dolne